# Futaba-Kun Change!
Futaba-Kun Change! (ふたば君チェンジ, Futaba-kun Chenji) est un shōnen manga de Hiroshi Aro. Il est d'abord paru dans le Monthly Shōnen Jump.

## Synopsis
Futaba Shimeru est un jeune garçon d'une quinzaine d'années tout à fait normal, étudiant au collège de Komatane. Il est amoureux de sa jolie et gentille camarade de classe, Misaki, dont les sentiments sont réciproques, mais il ne le sait pas encore...
Étant membre d'un club de catch, ses camarades lui passent un magazine pornographique américain. Le lisant aux toilettes, Futaba ressent une forte excitation sexuelle et s'évanouit. À son réveil, sa surprise est grande lorsqu'il se rend compte qu'il s'est... transformé en fille.
Il apprendra plus tard que les membres de sa famille possèdent une espèce de gène qui les font changer de sexe lorsqu'ils sont excités. Chose pas facile pour Futaba, surtout lorsqu'il veut déclarer sa flamme à Misaki.